# Bobcat (maquinaria)
Bobcat es una línea de equipos agrícolas y de construcción fabricados en West Fargo, Gwinner y Bismark, Dakota del Norte, Estados Unidos, por Bobcat Company, una subsidiaria de la empresa surcoreana Doosan Infracore. La compañía vende pequeños cargadores, excavadoras compactas, vehículos utilitarios compactos y otros equipos hidráulicos pequeños, todos bajo la marca Bobcat.
El nombre inicialmente hacía referencia a los cargadores producidos por la empresa Melroe Manufacturing, la cual comenzó con un cargador en 1960, el modelo M-400, pero el nombre Bobcat empezó a ser usado en 1962 con el modelo 440. Recientemente celebró el alcanzar la cifra de un millón de máquinas vendidas.

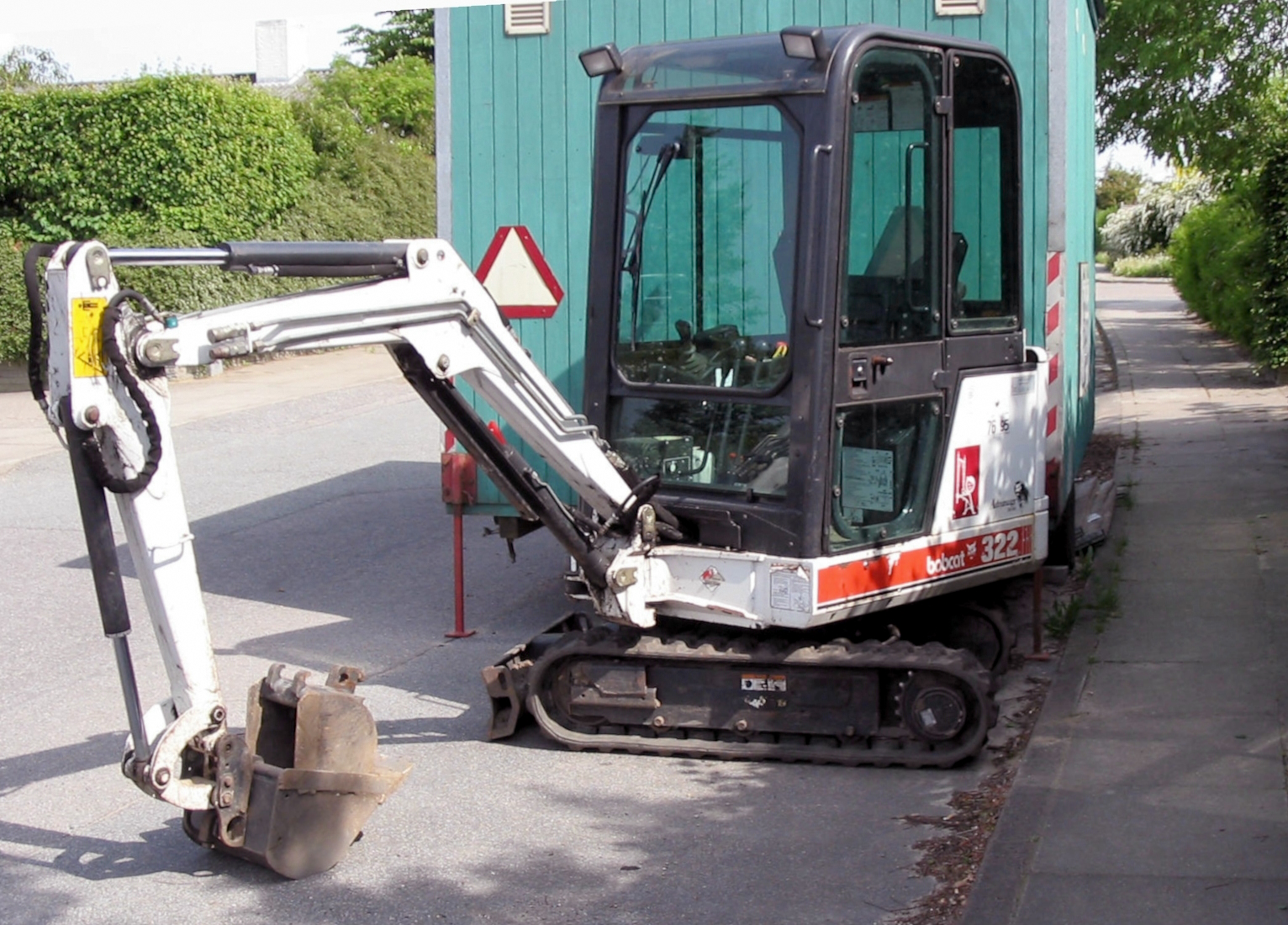
Bobcat equipado con pala retroexcavadora.

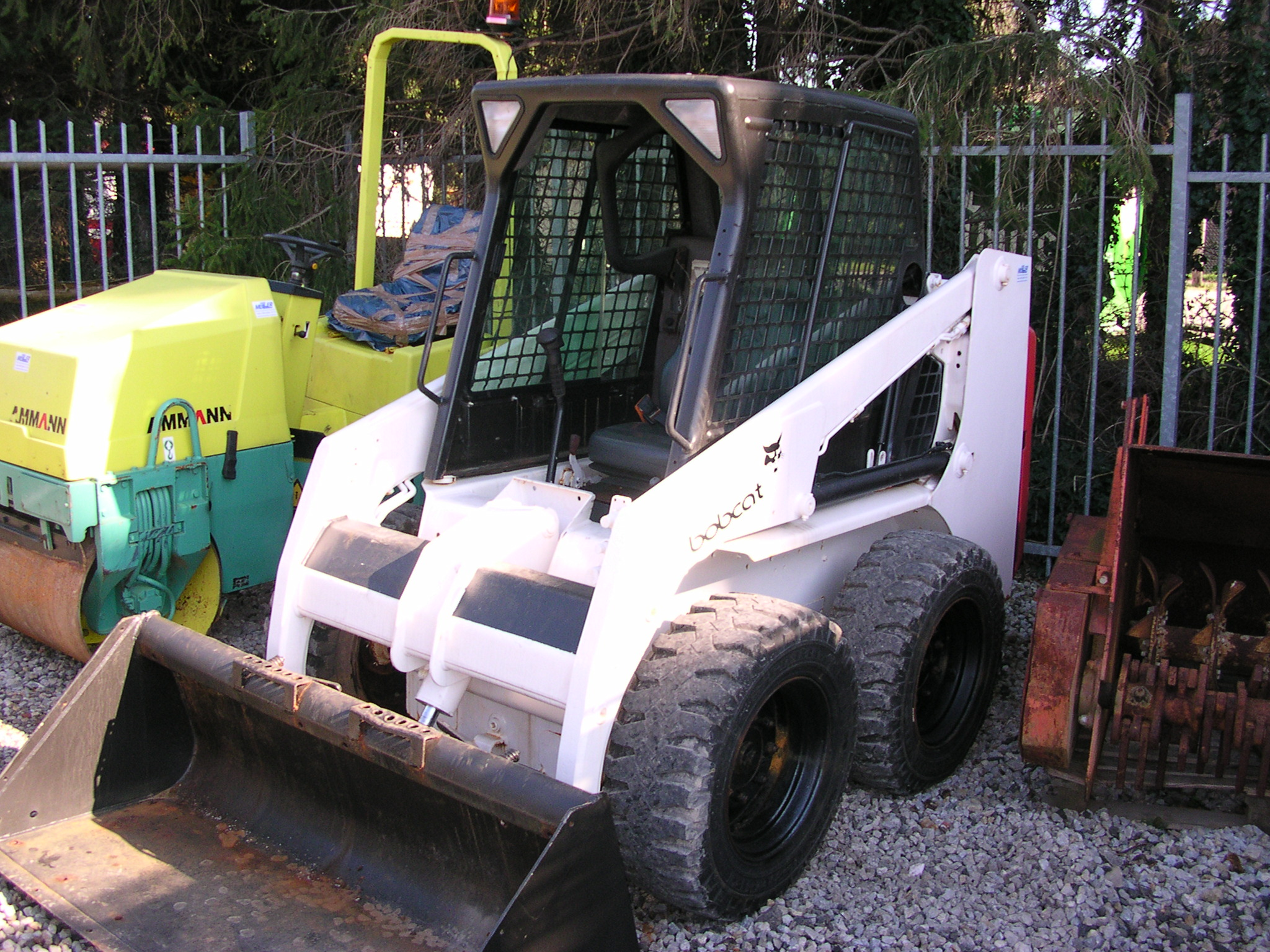
Minicargadora Bobcat S130.